# Coarica
Coarica là một chi bướm đêm thuộc họ Erebidae.